# Богданов, Станислав Семёнович
Станисла́в Семёнович Богда́нов (5 января 1938, Большое Заборовье, Ленинградская область — 11 января 2010, Гатчина, Ленинградская область) — муниципальный деятель Гатчинского района Ленинградской области, долгое время возглавлял администрацию Гатчины.

## Биография
Родился 5 января 1938 года в крестьянской семье в деревне Большое Заборовье Заборовского сельсовета Славковского района Псковского округа Ленинградской области, ныне деревня входит в Славковскую волость Порховского района Псковской области.
В годы Великой Отечественной войны малолетним был угнан в немецкий плен вместе с матерью, сёстрами и братом.
В 1952 году окончил 7 классов. В 1952—1955 годах работал в совхозе «Ключиха» Псковской области, на разных работах. В 1955—1956 годах по направлению совхоза учился в Гатчинском ремесленном училище № 12, получил специальность электромонтёра. В 1957 году был участником Всемирного фестиваля молодёжи и студентов в Москве.
В 1957—1960 годах проходил службу в рядах Советской армии. Один год учился на авиационного механика. Служил старшим механиком, командиром отделения (сержант).
В 1960 году после демобилизации уехал в город Уссурийск Приморского края, где работал семь лет на Приморском сахарном комбинате: бригадиром электромонтёров, старшим мастером лаборатории контрольно-измерительных приборов и автоматики.
В 1967 году по семейным обстоятельствам переехал в Ленинградскую область. В 1967—1968 годах работал электромонтёром в строительном управлении № 272 треста № 49. В 1968—1971 годах работал старшим инженером-энергетиком комбината «Заповедник» Гатчинского района.
В 1971 году окончил Ленинградский институт инженеров железнодорожного транспорта им. академика В. Н. Образцова, получил специальность инженера-электромеханика.
В 1971—1973 годах работал главным инженером комбината «Нева». В 1973—1977 годах работал главным энергетиком Гатчинского СДСК. Активно занимался газификацией котельной комбината, реконструкцией энергетического хозяйства микрорайона «Промзона-1», что способствовало устойчивой работе всей инженерной инфраструктуры города.
В 1977—1981 годах — освобождённый секретарь парткома Гатчинского СДСК. В декабре 1981 года избран на должность первого заместителя председателя Гатчинского городского исполнительного комитета, курировал вопросы строительства, энергетического и коммунального хозяйства города.
В 1987 году избран председателем Гатчинского городского исполнительного комитета. В 1991 году назначен на должность главы администрации Гатчины. В 1996 и 2000 годах избирался на должность главы муниципального образования «Город Гатчина».
В 1997 году защитил диссертацию в Санкт-Петербургском государственном университете экономики и финансов, получил учёную степень кандидата экономических наук. В 2004 году окончил Санкт-Петербургский институт внешнеэкономических связей, экономики и права по специальности «юриспруденция». В 2005 году на конкурсе, проводимом Российской муниципальной академией, за высокие достижения в развитии и становлении местного самоуправления присвоено звание «Лучший муниципальный служащий».
Член политической партии «Единая Россия». В 2005 году избран депутатом Совета депутатов муниципального образования «Город Гатчина», назначен депутатом Совета депутатов муниципального образования «Гатчинский район». С 1 января 2006 года — Глава муниципального образования «Город Гатчина», Глава муниципального образования «Гатчинский район».
На выборах 11 октября 2009 года вновь избран в совет депутатов Гатчины.

## Гатчинапри Богданове
Станислав Богданов возглавлял администрацию Гатчины в течение 19 лет (1987—2005). В эти годы активно застраивались микрорайоны Въезд и Аэродром, благодаря чему население города выросло с 80,0 до 88,8 тысяч человек.
Большое внимание уделялось благоустройству города. В 1995 году Соборная улица стала пешеходной зоной. Несколько раз Гатчина становилась призёром и победителем Всероссийского конкурса на звание «Самый благоустроенный город России» (в 1998 — первое место и диплом Правительства РФ 1-й степени, в 2003 — третье место и диплом правительства РФ 3-й степени, в 2000, 2001, 2002, 2004 — дипломы Госстроя за хорошую работу по благоустроенности города, в 2005 — диплом Росстроя за хорошую работу по благоустроенности города).
В 1992 году была создана комиссия по возвращению исторических названий улицам Гатчины, принявшая решение о целесообразности возвращения проспекту имени Императора Павла I, однако глава Гатчины Станислав Богданов не утвердил данное решение, и проспект сохранил советское название.
С 1995 года в городе ежегодно проводится российский кинофестиваль «Литература и кино». В 1996 году в городе открылось первое высшее учебное заведение — Ленинградский областной институт экономики и финансов.
В 2002 году были начаты работы по организации троллейбусного движения в городе, однако проект так и не был реализован. В 2003 году произошла крупная авария на городском канализационном коллекторе, после этого была начата его реконструкция.
В 2006 году главой администрации города стал А. Р. Калугин, а С. С. Богданов возглавил городской и районный Советы депутатов.
Умер в Гатчине 11 января 2010 года и был похоронен на Пижменском кладбище. Вскоре после смерти Станислава Богданова в его честь были названы бульвар и площадь в центре гатчинского микрорайона Аэродром.

## Награды и звания
- Орден Почёта (1997)
- Орден Дружбы (2003)
- Медаль ордена «За заслуги перед Отечеством» II-й степени (1996)
- Юбилейная медаль «300 лет Российскому флоту»
- Орден Святого благоверного князя Даниила Московского III-й степени
- Медаль Александра Невского
- С 2002 года — Почётный гражданин Ленинградской области[6]
- Лауреат премии «Человек года» Северо-запада России

## Семья
Жена — Александра Дмитриевна. Дочь — Нина; внуки — Иван и Станислав